# جونز وری
جونز وری (به انگلیسی: Jones Very) متولد ۱۸۱۳ و متوفی ۱۸۸۰، شاعر آمریکایی قرن نوزده میلادی.
وی اهل ماساچوست بود.